# رزیدنت ایول: مزدوران سه‌بعدی
رزیدنت ایول: مزدوران ۳بعدی (به انگلیسی: Resident Evil: The Mercenaries 3D) که در ژاپنی به Biohazard: The Mercenaries 3D نیز شناخته می‌شود، یک بازی ویدئویی در سبک سورویوال هارور و تیراندازی سوم شخص است که توسط شرکت ژاپنی کپ‌کام و در ۲ ژوئن سال ۲۰۱۱ میلادی (در ژاپن) منتشر شد. این بازی به عنوان یکی از نسخه‌های مجموعه بازی‌های رزیدنت ایول به‌شمار می‌رود که به شکل اختصاصی، برای کنسول بازی دستی نینتندو ۳دی‌اس منتشر شد. رزیدنت ایول: مزدوران ۳بعدی درحقیقت ترکیبی از دو مینی‌گیم «مزدوران» موجود در بازی‌های رزیدنت ایول ۴ و رزیدنت ایول ۵ است. بازیباز با انتخاب یکی از شخصیت‌های قابل انتخاب، وارد بازی شده و به نابود کردن مهاجمان در یک بازهٔ زمانی تعیین شده می‌پردازد. کریس ردفیلد، کلر ردفیلد ، آلبرت وسکر، جیل ولنتاین، هانک، جک کراوزر از شخصیت‌های قابل انتخاب در این بازی بوده که ترکیبی از شخصیت‌های مینی‌گیم مزدوران در دو بازی رزیدنت ایول ۴ و رزیدنت ایول ۵ است.

## گیم‌پلی
زاویه دید از پشت شخصیت بوده و به شکل کامل، از محیط سه‌بعدی بهره می‌برد. برخلاف بیشتر بازی‌های این سری، بازیباز، حق انتخاب چگونگی هدف‌گیری را به شکل اول‌شخص دارا می‌باشد. از دیگر ویژگی‌های این بازی، قابلیت حرکت و شلیک در زمان هدف‌گیری است. تغییر ظاهری شخصیت‌ها، به دست آوردن اسلحه‌های جدیدتر و سیستم دریافت امتیاز برای ارتقاء شخصیت‌ها و اسلحه‌ها از دیگر ویژگی‌های این بازی است.
بر روی نینتندو ۳دی‌اس بازیباز می‌تواند با استفاده از صفحه لمسی بازیکن مورد نظر خودش را هدایت کند. همچنین بازیباز در مراحلی قادر به آزادسازی برخی از شخصیت‌های قفل شده از جمله بری بارتون و ربکا چمبرز باشد. این بازی همچنین قابل استفاده به صورت وای-فای است و هر بازیباز می‌تواند با بازیباز دیگری بازی کند.

## بازتاب‌ها
قبل از انتشار بازی بیشتر سردرگمی همگان در مورد این بود که چرا لیان اس کندی که یکی از شخصیت‌های اصلی بود در این سری حضور ندارد. در یک گزارش تهیه‌کننده بازی ماساچیکا کاواتا اعلام کرد که کندی به دلیل حضورش در مأموریت شهر راکون غایب می‌باشد.
اما جنجال اصلی بازی زمانی اتفاق افتاد که بازی کنندگان متوجه شدند که فایل ذخیره‌ای بازی را یه هیچ روشی نمی‌توان پاک کرد. این امر سبب محدود شدن شرکت کپ‌کام شد و این شرکت تصمیم گرفت که سرمایه‌گذاری بر روی این ویژگی نداشته باشد.
با این اوصاف این بازی تاکنون نظر مثبت کارشناسان را داشته‌است. شرکت ان گیمز اولین شرکتی بود که امتیاز خود را به این بازی داد و ۸۲٪ رای مثبت به این بازی داد و پشت سر آن نیز تچ دیجست مقام پنج از پنج را به این بازی داد. اما در این بین شرکت آی جی ان چندان امتیاز مثبتی به این بازی نداد و مقام ۶٫۵ از ۱۰ نمره را به این بازی داد و دلیل آن را هم طراحی نکردن قسمت اضافی (Extra) برای بازی اعلام کرد. گیم اینفورمر به‌طور واضح از این بازی حمایت کرده و مقام ۸ از ۱۰ نمره را به این بازی داد و اعلام کرد که در نوع یک بازی برای یک کنسول دستی بسیار خوب طراحی شده‌است. شرکت دستروکشت هم نمره ۶ از ۱۰ رو داد که گفت این بازی صرفاً جهت سرگرم کردن می‌باشد و هیچ چیز با ارزشی ندارد. شرکت جوی استیک نیز نمره ۲٫۵ از ۵ را داد و اعلام کرد این بازی می‌تواند در نوع خودش اعتیادآور باشد اما در قسمت بازی چند نفره یا مالتی پلیر محدودیت‌های زیادی دارد.